# كونور هوي
كونور هوي (24 مارس 1968 بدبلن في جمهورية أيرلندا - ) (بالإنجليزية: Conor Hoey)‏ هو لاعب كريكت أيرلندي. شارك مع منتخب أيرلندا للكريكت.

## وصلات خارجية
- كونور هوي على موقع إي آس بي آن كريك إنفو (الإنجليزية)